# Push Pin Studios
Push Pin Studios — це студія графічного дизайну та ілюстрації, заснована впливовими графічними дизайнерами Мілтоном Глейзером і Сеймуром Чватом у Нью-Йорку в 1954 році. Робота фірми та особливий стиль ілюстрації, що включає «пукуваті» тривимірні «інтерпретації історичних стилів (вікторіанський, ар-нуво, ар-деко)», залишили свій відбиток, відійшовши від того, що фірма називає «приголомшливою жорсткістю модернізму». і механічний сентиментальний реалізм комерційної ілюстрації". Журнал Eye контекстуалізував результати в статті 1995 року для своєї колонки «Репутація»:
В епоху, коли домінував швейцарський раціоналізм, стиль Push Pin оспівував еклектичний та ексцентричний дизайн минулого, водночас запроваджуючи виразно сучасну дизайнерську лексику, з широким спектром робіт, що включали обкладинки платівок, книги, плакати, корпоративні логотипи, дизайн шрифтів та журнальні формати.

## Історія
Після закінчення Cooper Union Сорель і Чваст недовго працювали в журналі Esquire, обох звільнили в один день. Об'єднавши зусилля, щоб створити мистецьку студію, вони назвали її «Push Pin» на честь розсилки The Push Pin Almanack, яку вони опублікували самостійно під час роботи в Esquire. Сорель і Чваст використали свої чеки з безробіття, щоб орендувати квартиру з холодною водою на Східній 17-й вулиці в Мангеттені. Кілька місяців потому Глейзер повернувся після року стипендії Фулбрайта в Італії та приєднався до студії.
Сорель залишив Push Pin у 1956 році, того ж дня, коли студія переїхала до набагато кращого приміщення на Східній 57-й вулиці. Протягом двадцяти років Глейзер і Чваст керували Push Pin разом з такими графічними дизайнерами та ілюстраторами, як Джон Алкорн (наприкінці 1950-х), Пол Девіс (1959—1963), Баррі Зайд (1969—1975), Пол Деген (1970-ті) та ін. Сьогодні Чваст є директором компанії The Pushpin Group, Inc.
За останні шість десятиліть робота фірми та дизайнерів-засновників, а також Рейнольда Рафінса, Едварда Сореля та кількох інших дизайнерів, які були з нею пов'язані, призвела до кількох книг, а також до публікацій у The New York Times, The New Yorker, The Wall Street Journal, Vanity Fair, The Atlantic, і Print (журнал) і пересувні виставки, такі як «The Push Pin Style», яка подорожувала до Музею декоративного мистецтва Лувру, як, а також у багатьох містах Європи, Бразилії та Японії в 1970–72 рр.

## Схожі публікації
Внутрішні публікації фірми включали The Push Pin Almanack і The Push Pin Graphic. За межами дому команда засновників працювала художнім керівником журналу Audience, елітного періодичного видання про мистецтво та літературу, яке виходить лише за передплатою і виходить раз на два місяці, для якого Глейзер і Чваст «використовували фотографії, малюнки, великі зображення та розкішні кольори, щоб супроводжувати статті Дональда Бартелме, Герберт Голд, Мартін Майєр, Томас Вайтсайд і Френк Капра, серед інших». Заснований у 1971 році під керівництвом Глейзера та Чваста, він отримав найвищу нагороду Товариства дизайнерів публікацій у 1972 році. Однак у 1973 році його було закрито через брак фінансування.

## Галерея
(Вибір був обмежений доступністю.)

Фотографія Мілтона Глейзера в його студії 1987 року.
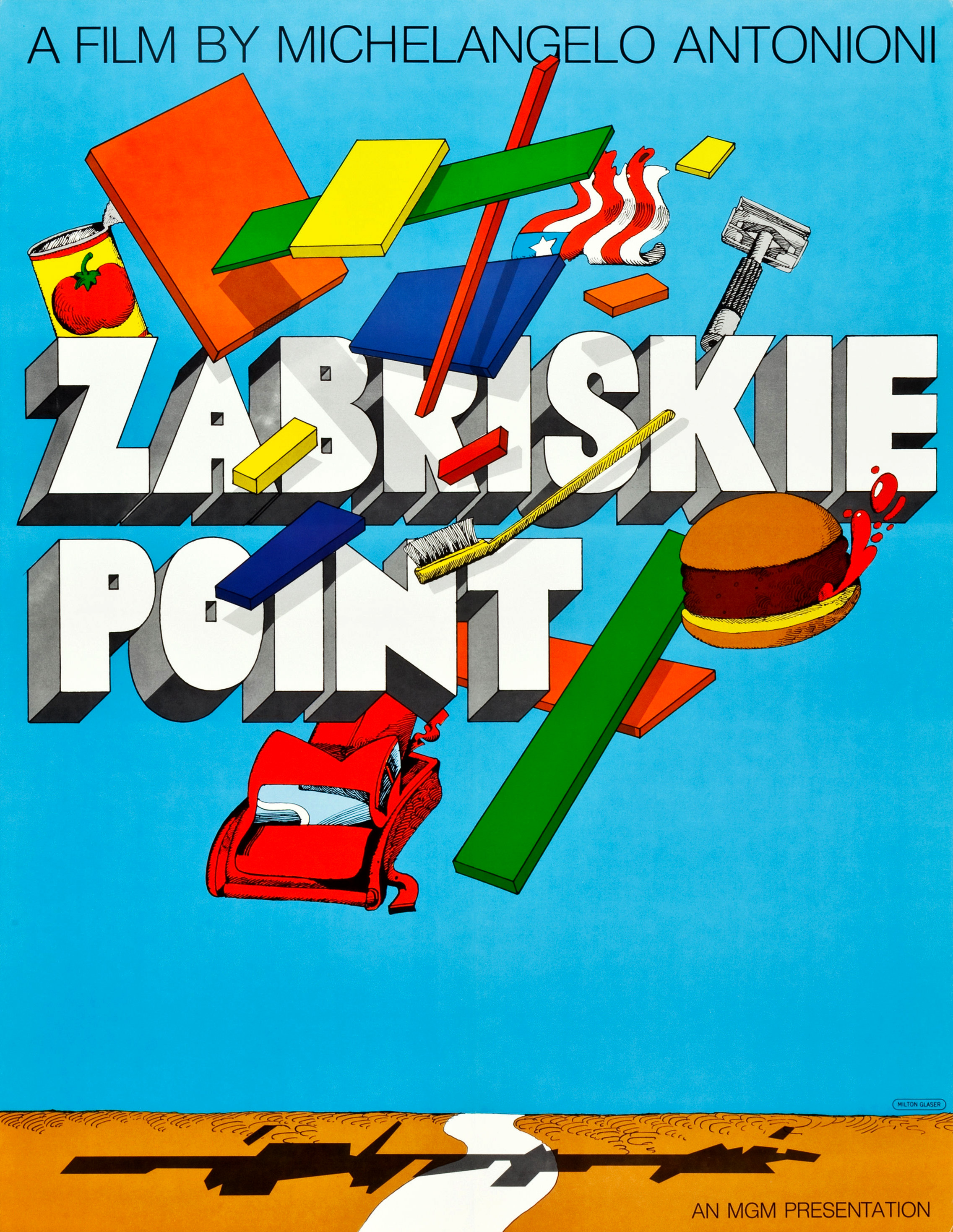
Постер фільму 1970 року Мілтона Глейзера.
Шрифт Мілтона Глейзера «Молочні зуби».
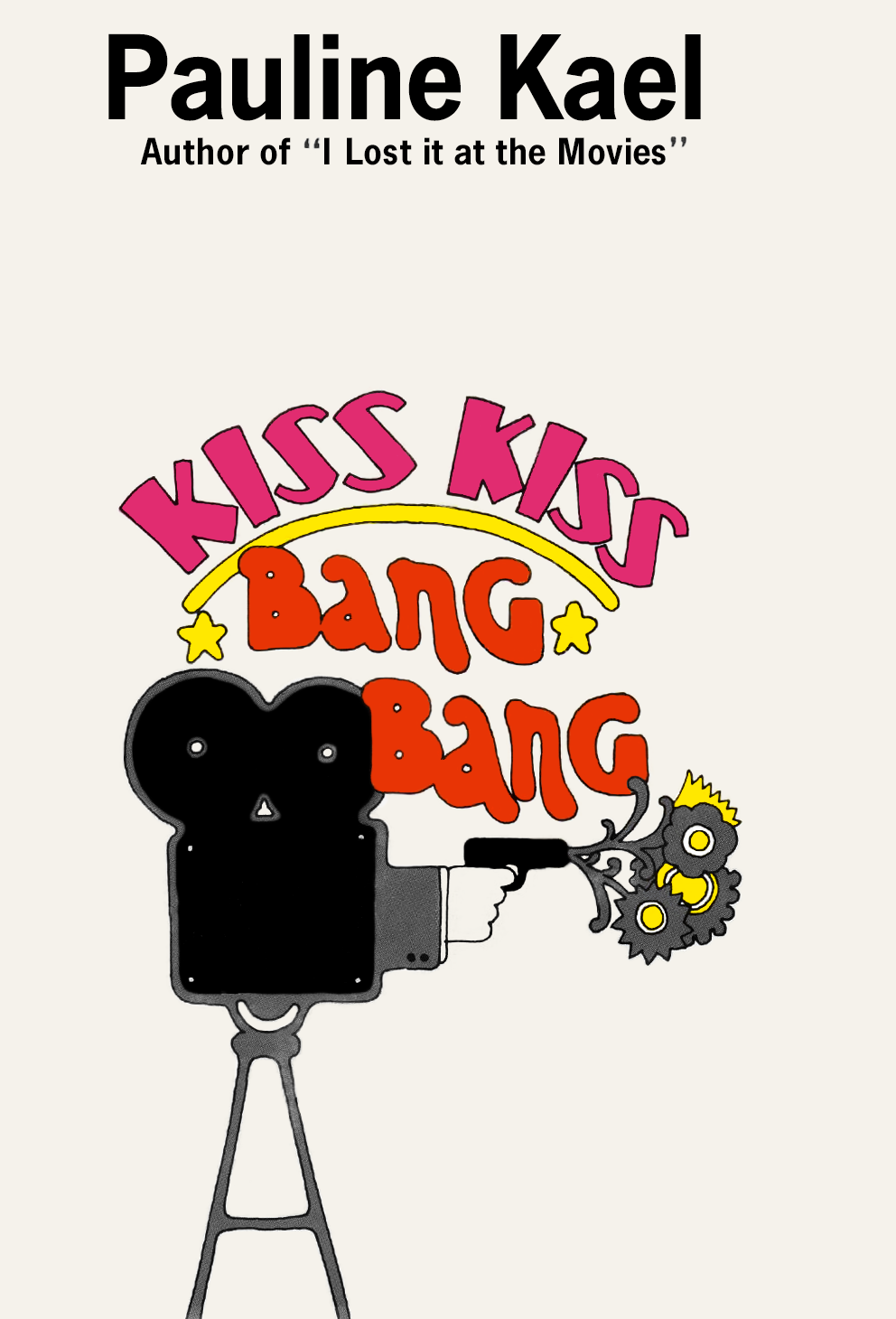
Дизайн підкладки книги Сеймура Чваста 1968 року.

## Виставки
- 1970 «The Push Pin Style» — Musée des Arts décoratifs, Париж (18 березня — 18 травня 1970); пізніше подорожував до Бразилії та Японії
- 2021 «The Push Pin Legacy» — Poster House (2 вересня 2021–6 лютого 2022)[4]